# Abner

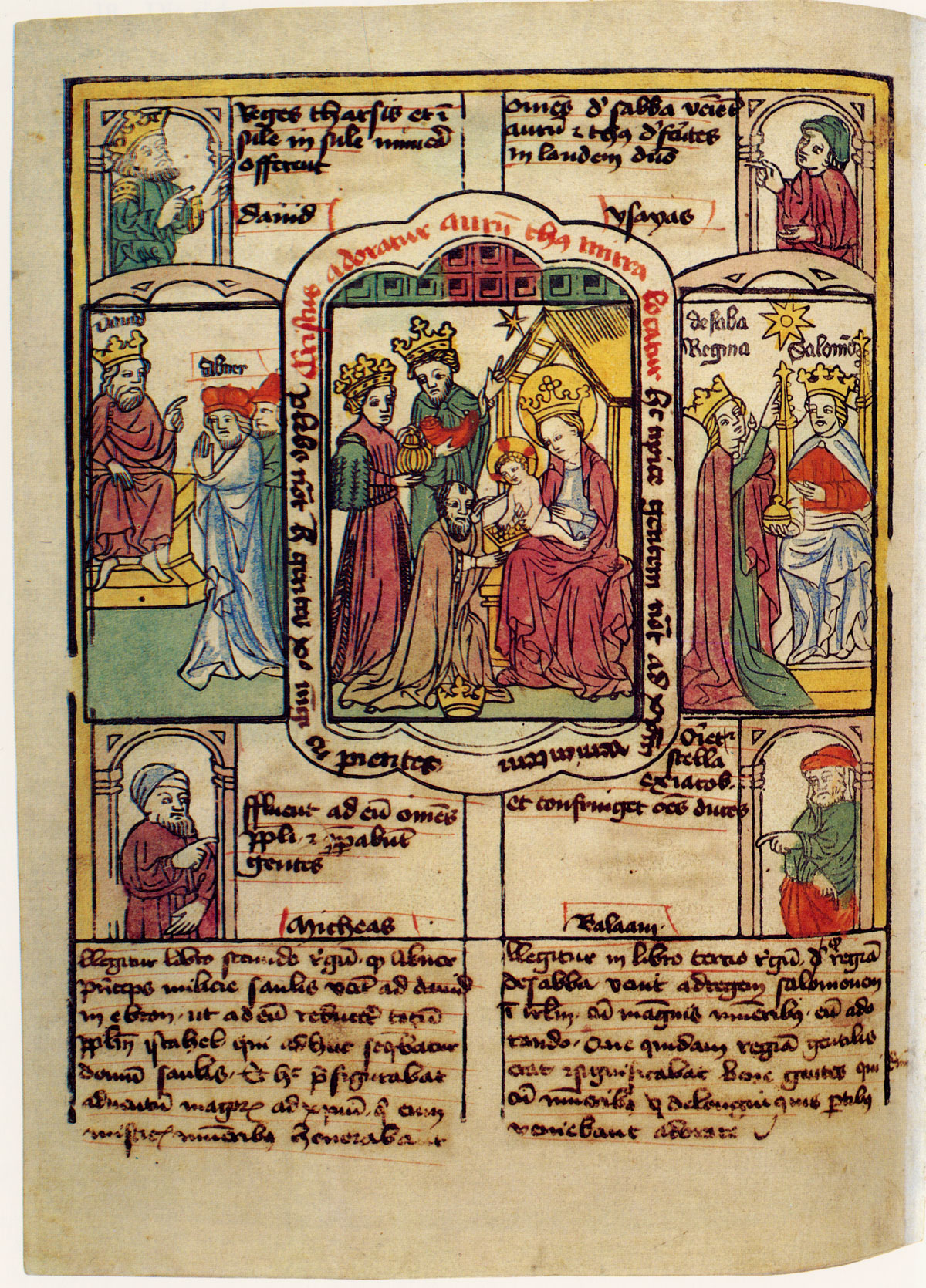
Papiro en el que se ve a Abner dialogando con David (imagen a la izquierda de la central).

Abner "Lámpara de sendero", es un personaje bíblico que aparece en el Libro de los Reyes y también en primer libro de Samuel (17:55-58) (20:25) (26:5-16) y segundo libro de Samuel (2:8-31) (3:6-39) (4:1). El relato de la Biblia lo presenta como familiar de Saúl, de la tribu de Benjamín, que llega a ser general y hombre de confianza del primer rey de Israel, en las campañas contra los filisteos. Fue él quien condujo a David, con la cabeza de Goliat en la mano, ante Saúl.
Abner fue hijo de Ner, quien fue hijo de Abiel; fue primo de Saúl y capitán de su ejército. Tras la muerte de este es Abner quien dirige a las tribus norteñas proclamando rey a Isbaal, hijo de Saúl, en contra de David. Al casarse con Rispá, que había sido concubina de Saúl, Isbaal le retira su confianza y entonces él pone las tribus norteñas a disposición de David; pero, terminadas las negociaciones es asesinado por el general de David, Joab.
La sepultura de Abner se encuentra en las proximidades de la Tumba de los Patriarcas en Hebrón. 
Otros:
Padre de Jaasiel.